# Петер Німаєр
Петер Німаєр (нім. Peter Niemeyer, нар. 22 листопада 1983, Меттінген, Німеччина) — німецький футболіст, що грає на позиції півзахисника.

## Клубна кар'єра
Станом на 2016 рік:
| Клуб             | Клуб             | Клуб             | Ліга | Ліга | Кубок | Кубок | Загалом | Загалом |
| Сезон            | Клуб             | Ліга             | Ігри | Голи | Ігри  | Голи  | Ігри    | Голи    |
| Німеччина        | Німеччина        | Німеччина        | Ліга | Ліга | Кубок | Кубок | Загалом | Загалом |
| ---------------- | ---------------- | ---------------- | ---- | ---- | ----- | ----- | ------- | ------- |
| 2002–07          | «Твенте»         | Ередивізі        | 106  | 4    | —     | 0     | 106     | 4       |
| 2007–10          | «Вердер»         | Бундесліга       | 32   | 2    | 0     | 0     | 32      | 2       |
| 2007–10          | «Вердер»         | Бундесліга 3     | 12   | 1    | —     | 0     | 12      | 1       |
| 2010–15          | «Герта»          | Бундесліга       | 121  | 9    | 0     | 0     | 121     | 9       |
| 2015–            | «Дармштадт 98»   | Бундесліга       | 25   | 1    | 0     | 0     | 25      | 1       |
| Загалом          | Німеччина        | Німеччина        | 190  | 13   | 0     | 0     | 190     | 13      |
| За всієї кар'єри | За всієї кар'єри | За всієї кар'єри | 296  | 17   | 0     | 0     | 296     | 17      |

## Досягнення
- Володар Кубка Німеччини: 2009
- Володар Суперкубка Німеччини: 2009